# Glyphostoma oenoa
Glyphostoma oenoa é uma espécie de gastrópode do gênero Glyphostoma, pertencente a família Conidae.